# Simis
|  | Aquest article tracta sobre el grup de primats. Vegeu-ne altres significats a «Simi (Dodecanès)». |

Els simis (Simiiformes) són un infraordre de primats d'elevada semblança als humans, els quals engloba. Són coneguts com a «primats superiors» mentre que la resta de primats són coneguts com a «primats inferiors» o prosimis.

## Classificació i evolució
Els simis es divideixen en tres grups. La primera divisió és literalment tan ampla com l'oceà Atlàntic. Els micos del Nou Món són el parvordre Platyrrhini, que se separà de la resta fa uns 25 milions d'anys, deixant el parvordre Catarrhini ocupant el món antic.
- ORDRE PRIMATES
  - Subordre Strepsirrhini
  - Subordre Haplorrhini
    - Infraordre Tarsiiformes
    - Infraordre Simiiformes
      - Parvordre Platyrrhini
        - Família Cebidae
        - Família Aotidae
        - Família Pitheciidae
        - Família Atelidae

      - Parvordre Catarrhini
        - Superfamília Cercopithecoidea
          - Família Cercopithecidae

        - Superfamília Hominoidea
          - Família Hylobatidae
          - Família Hominidae